# Storkornsnicka
Storkornsnicka (Pohlia filum) är en bladmossart som beskrevs av Mårtensson 1956. Storkornsnicka ingår i släktet nickmossor, och familjen Bryaceae. Arten är reproducerande i Sverige. Inga underarter finns listade i Catalogue of Life.

## Bildgalleri

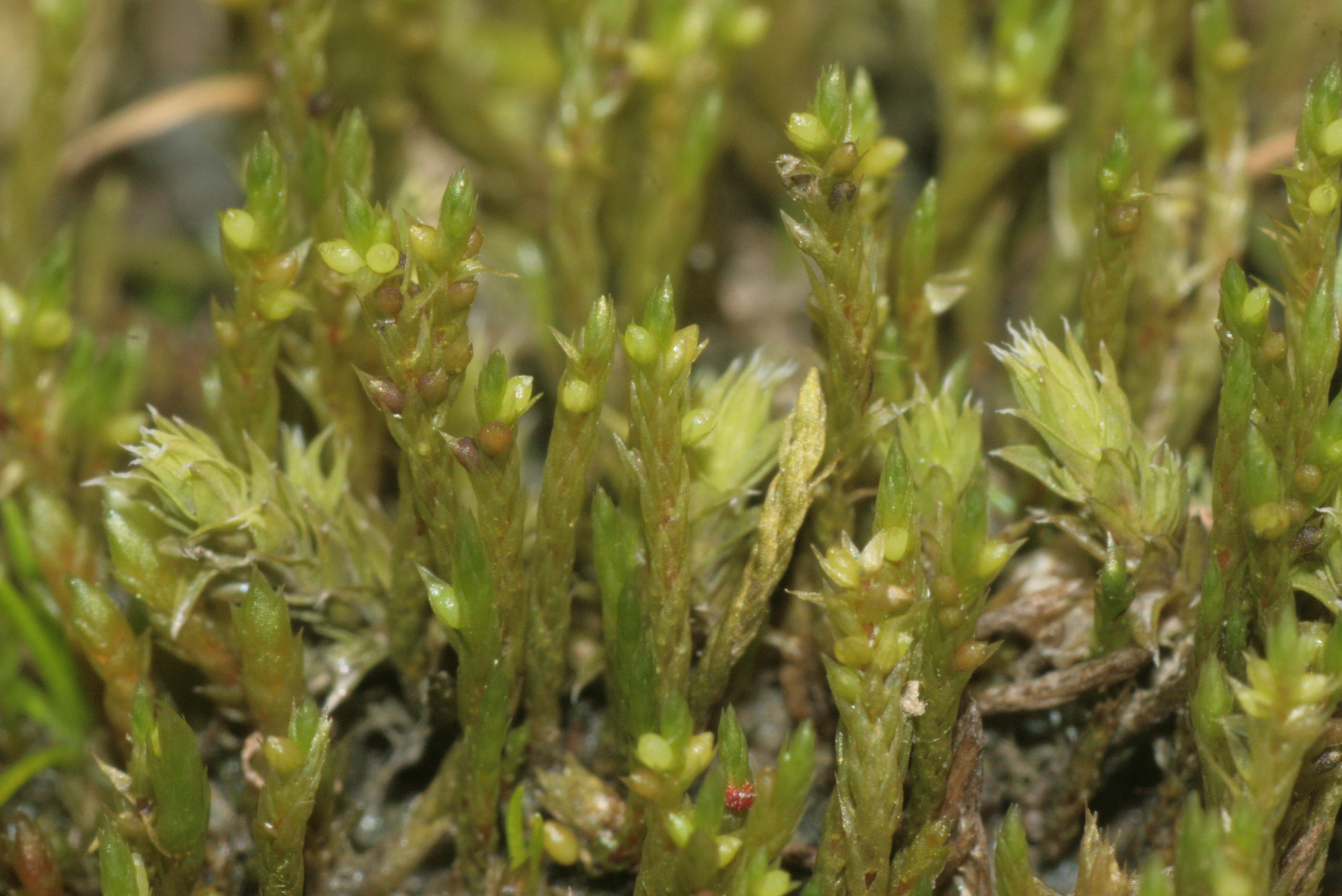
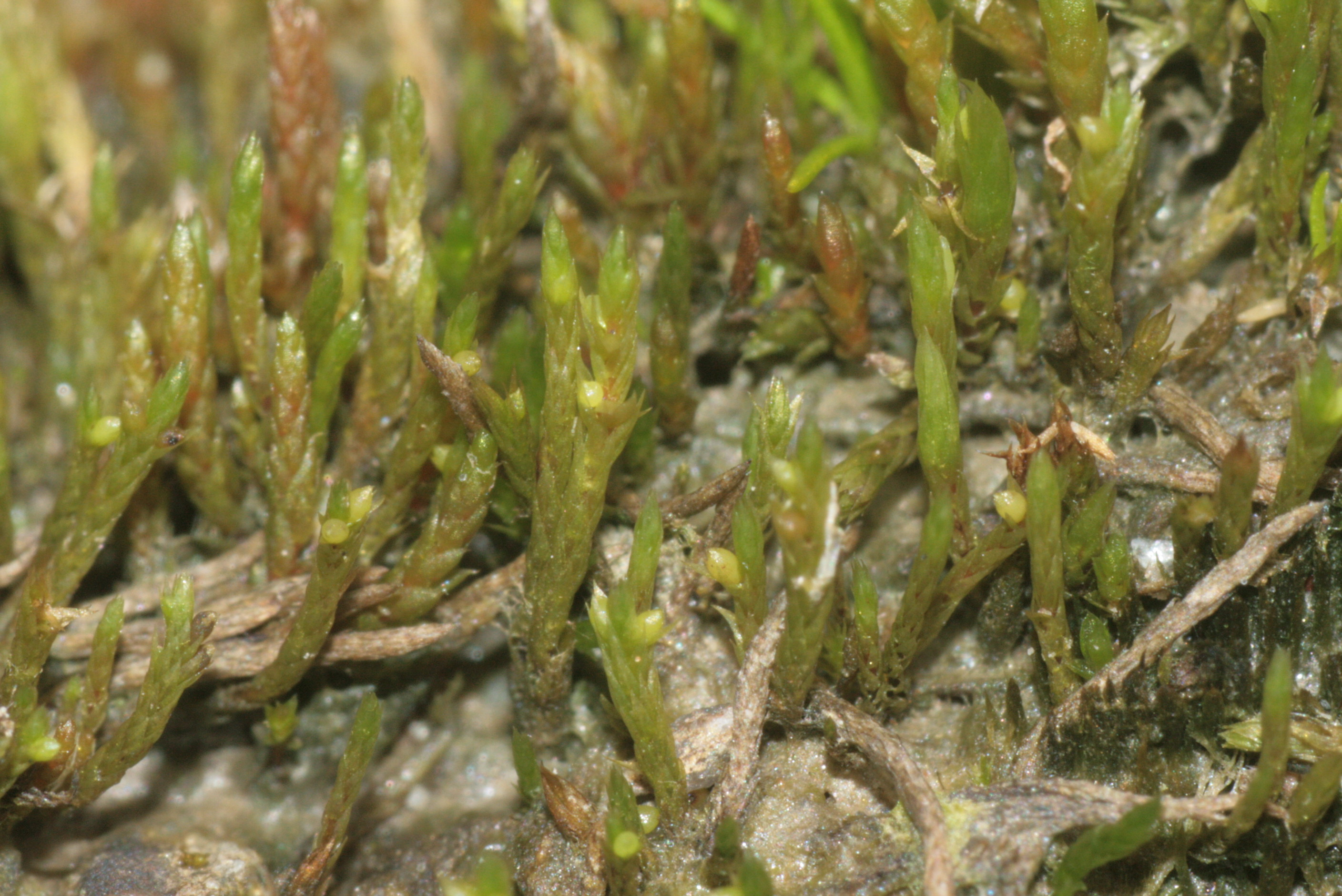
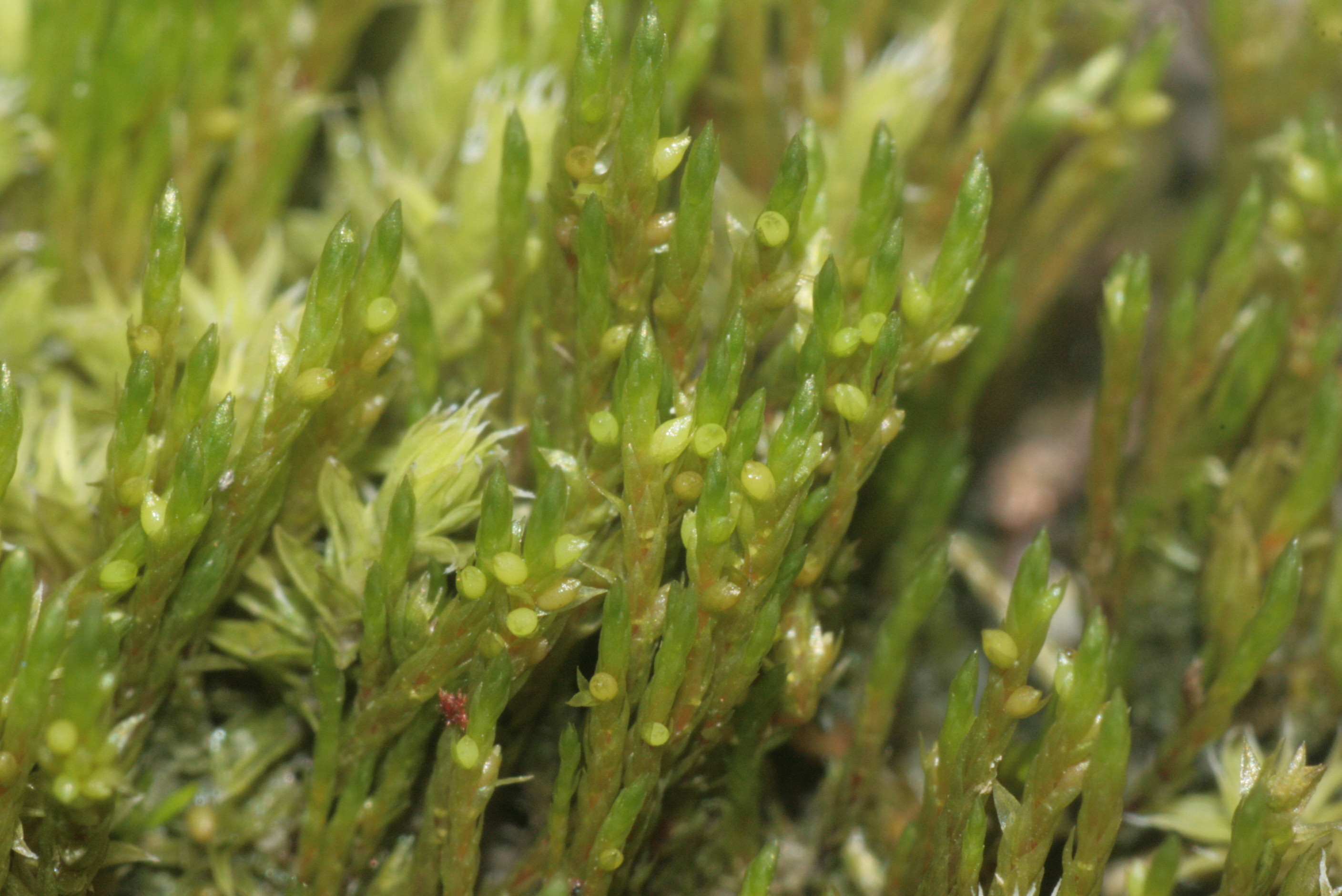
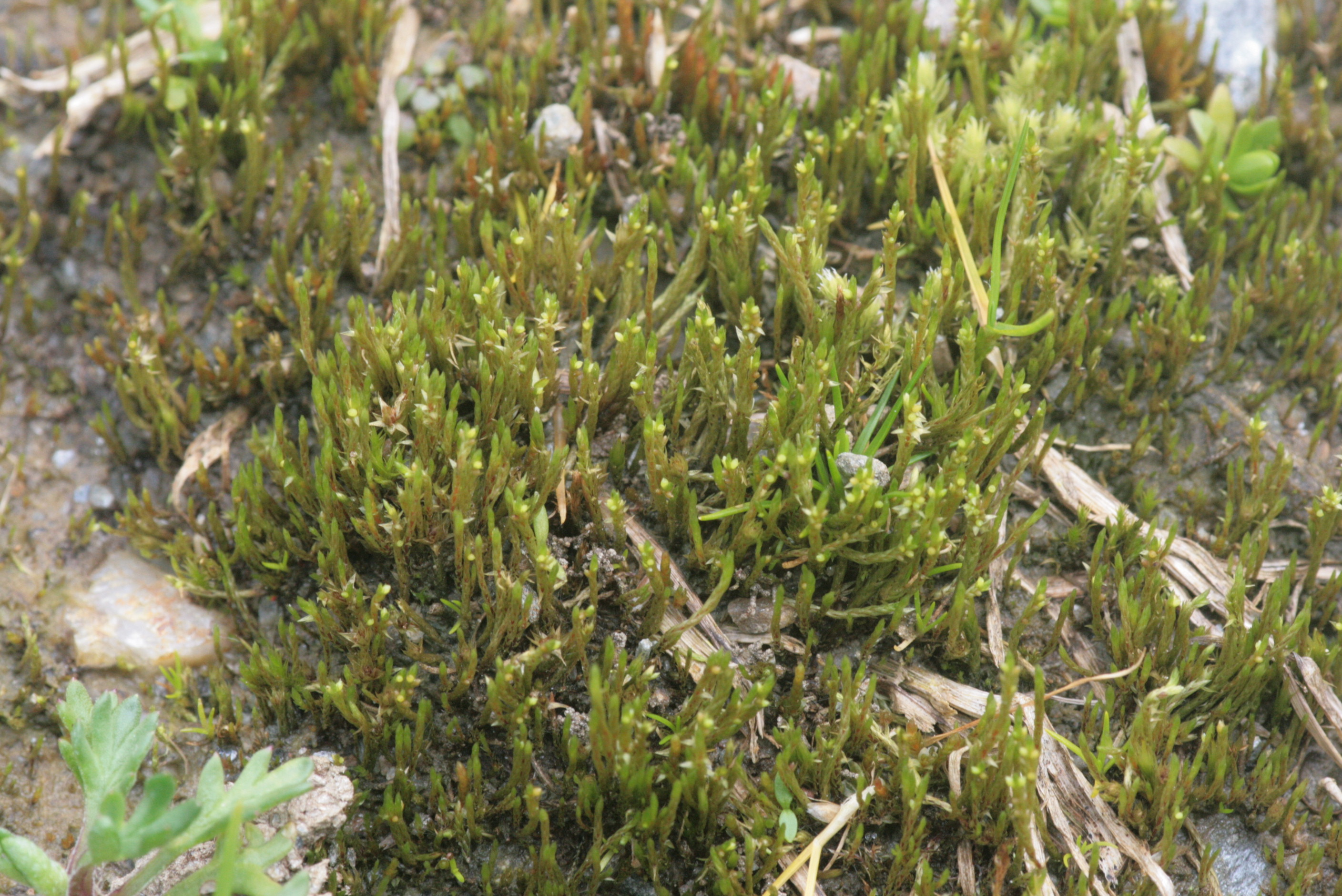
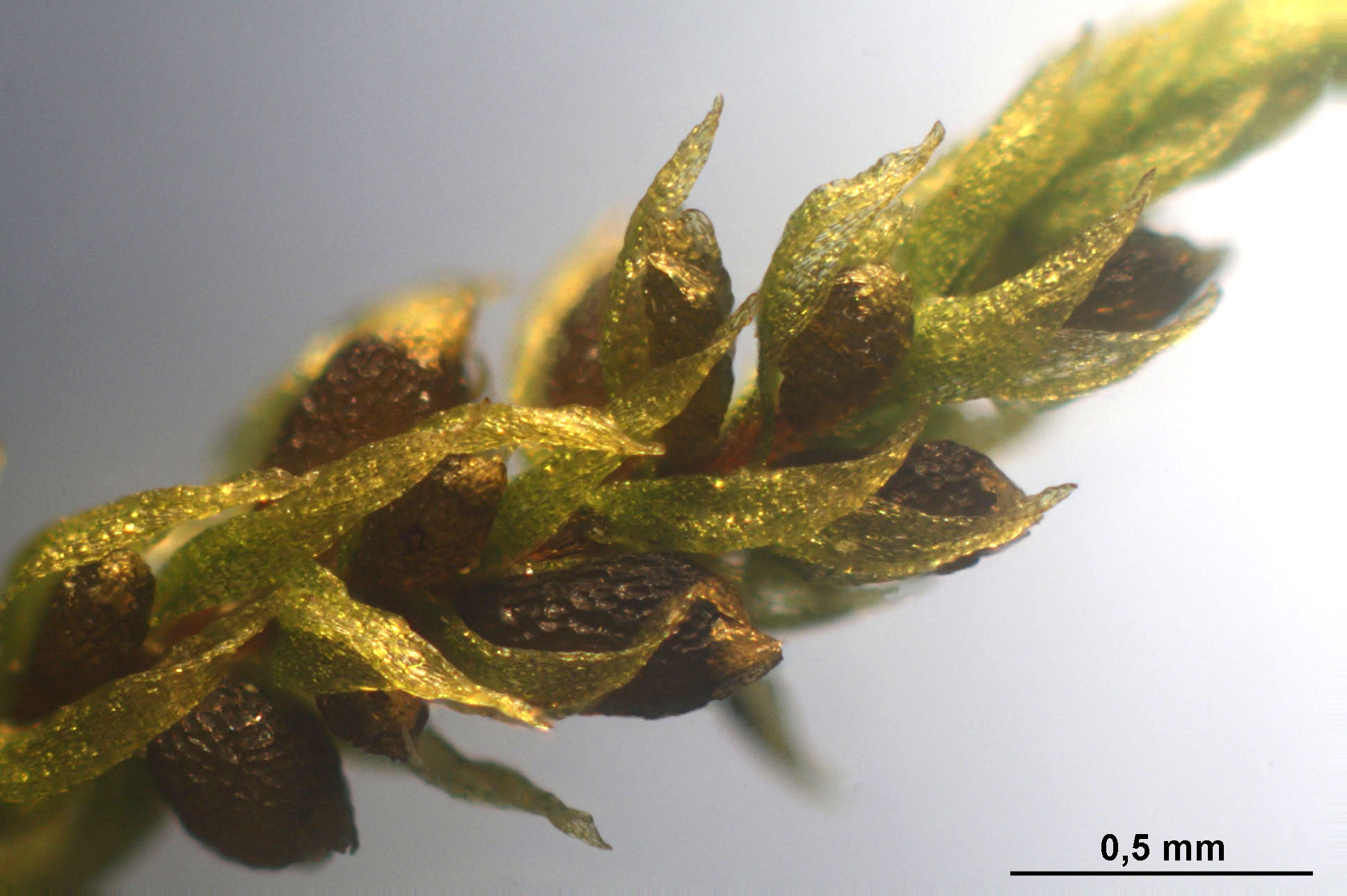
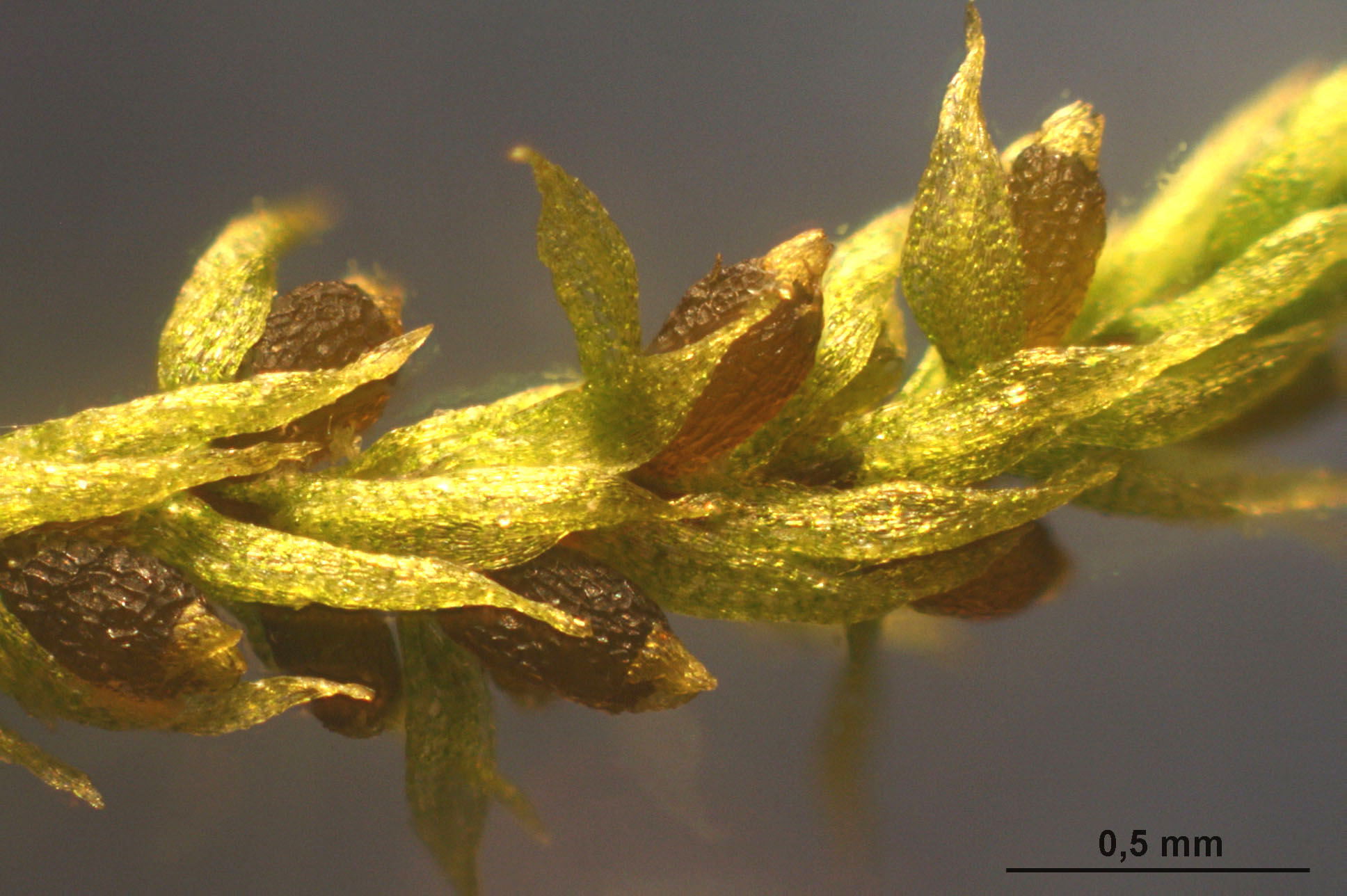